# Para-hockey sur glace
Le para-hockey sur glace (anciennement appelé hockey sur luge) est un handisport dérivé du hockey sur glace qui est pratiqué par des handicapés moteurs.

## Historique

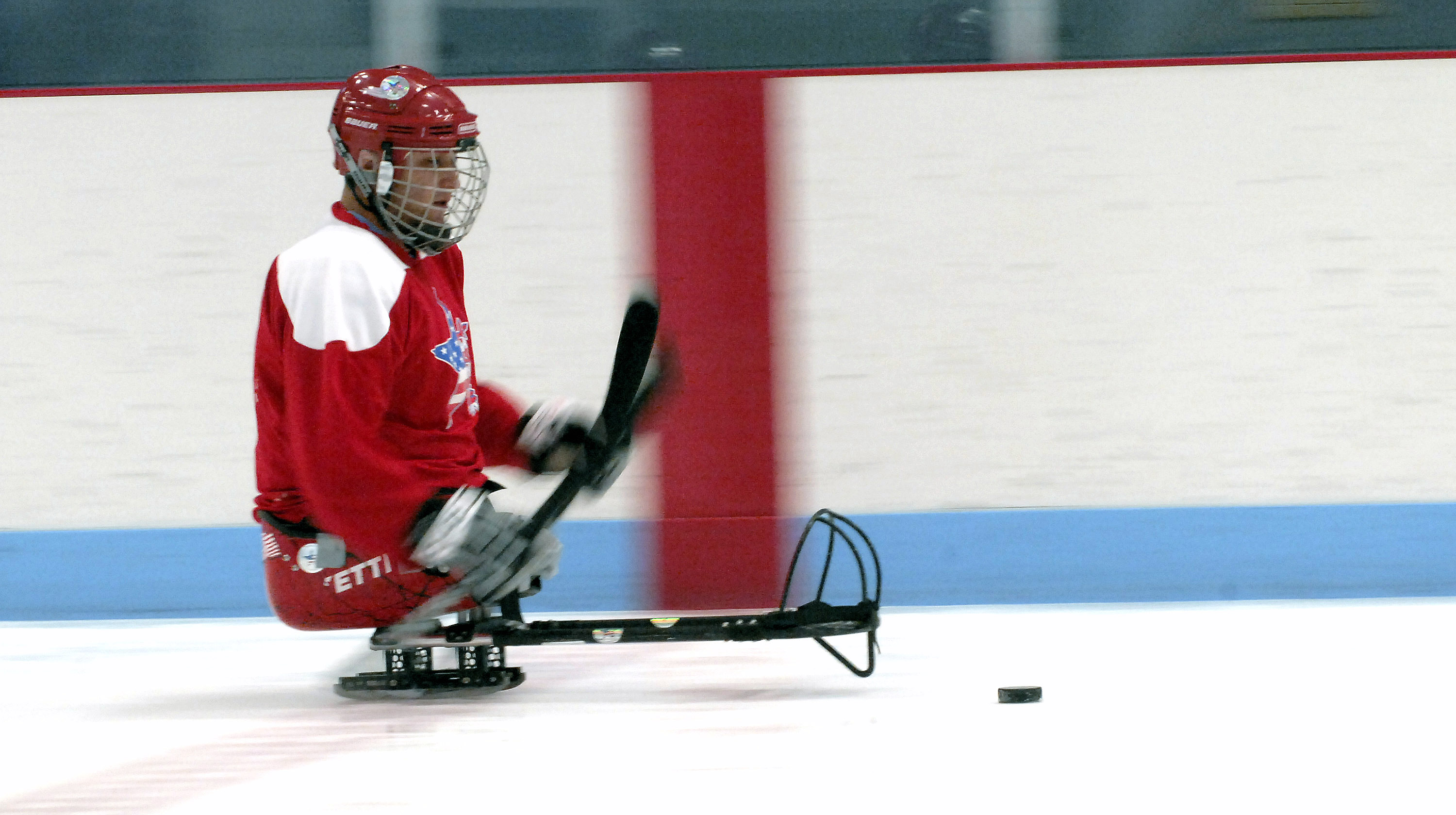
Un joueur de para-hockey sur glace maniant le palet.

Dans les années 1960, deux hommes en provenance de Suède ont conçu le traîneau pour le para-hockey sur glace (alors nommé hockey sur luge) parce qu'ils voulaient continuer à jouer au hockey malgré leur handicap physique. La conception comprend deux lames de patin sur une armature métallique qui permet au palet de passer en dessous. Ils ont complété l'ensemble en incluant deux tiges cylindriques avec des guidons de vélo. Bien qu'il existe de nombreuses restrictions, les mesures et le poids du traîneau utilisé pour les Jeux paralympiques, a peu changé depuis la conception initiale à celles qui existent aujourd'hui.

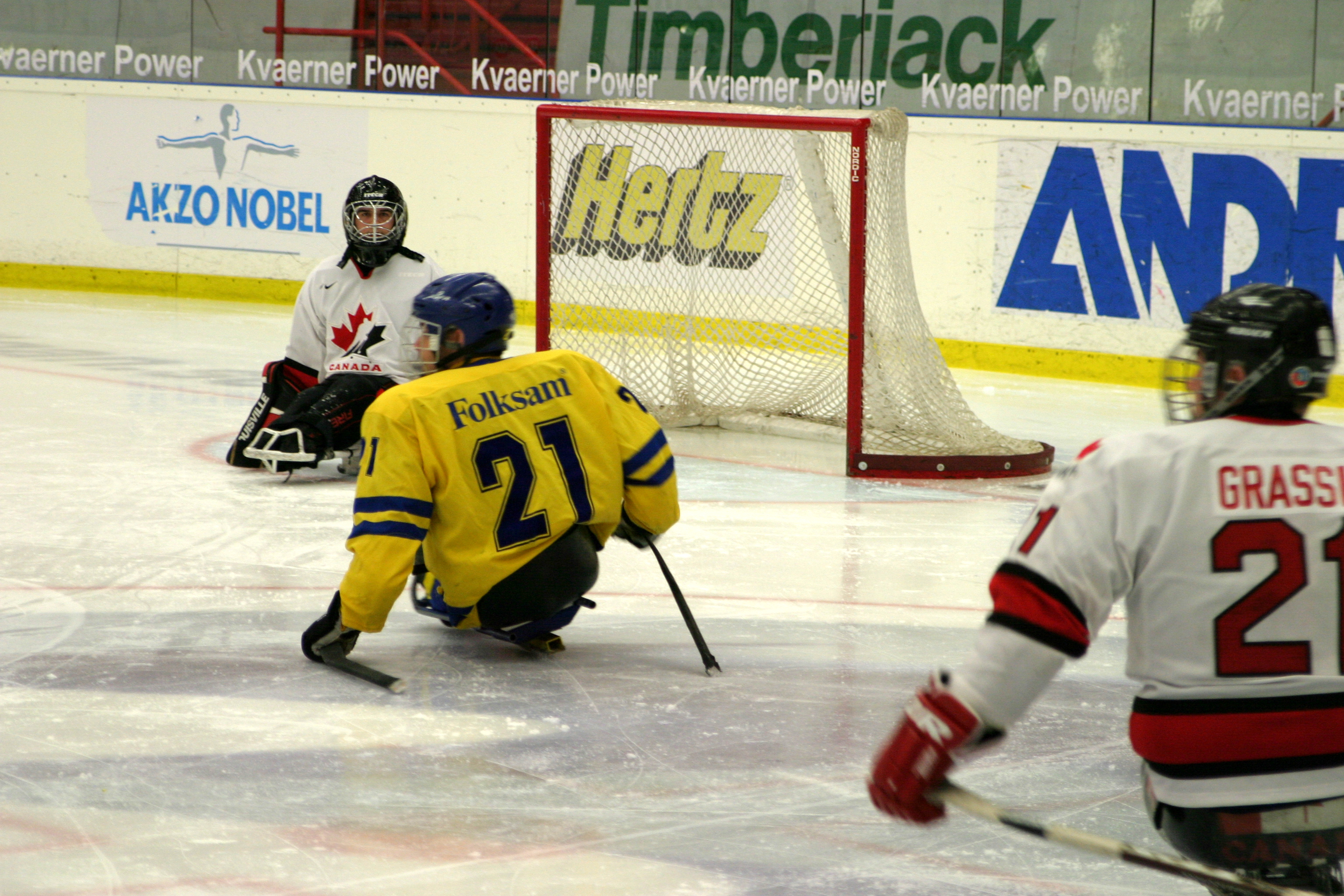
Canada (en blanc) vs Suède (en jaune) au championnat du monde 2004.

Malgré le déclin de l'intérêt initial après l'invention du para-hockey sur glace, la compétition entre les équipes de para-hockey sur glace a démarré en 1969 qui comprenait cinq équipes en Europe. En 1981, la Grande-Bretagne a établi sa première équipe de para-hockey sur glace, et qui a été suivie par le Canada en 1982. Ce n'est qu'en 1990 que les États-Unis ont développé leur première équipe de hockey sur luge et ce sport a poursuivi son expansion, lorsque l'Estonie et le Japon ont développé leurs équipes en 1993. Le para-hockey sur glace international est devenu un évènement officiel en 1994 pour le début des Jeux paralympiques de Lillehammer, en Norvège, la Suède a remporté la médaille d'or. Aux Jeux paralympiques suivants, en 1998 à Nagano, la Norvège décroche la médaille d'or, le Canada et la Suède ont pris respectivement l'argent et le bronze. Pour les Jeux paralympiques de 2002 à Salt Lake City, la médaille d'or appartenait aux États-Unis. La Norvège et la Suède se classant deuxième et troisième. Les Jeux paralympiques de 2006 à Turin, ont vu la médaille d'or aller au Canada, l'argent à la Norvège et le bronze aux États-Unis. À Vancouver, le tournoi paralympiques a été disputé par des équipes mixtes pour la première fois. Les équipes ont été autorisés à avoir des athlètes féminines sur leur liste.

## Règles
Le para-hockey sur glace respecte les mêmes règles que le hockey sur glace, avec des adaptations pour tenir compte du handicap des joueurs.
Une partie est divisée en trois périodes de quinze minutes chacune. Chaque équipe est composée de six joueurs dont un gardien de but.
Les athlètes sont assis sur une luge fixée sur deux lames de patins. Le palet a la place de passer sous la luge. Les sportifs se déplacent et projettent le palais avec deux bâtons dont une extrémité est pointue.

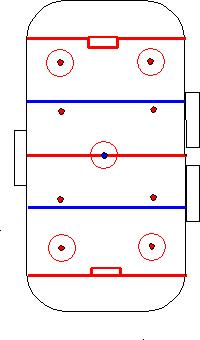
La patinoire de para-hockey sur glace. En rouge : ligne centrale et lignes de but. En bleu : lignes d'attaque.

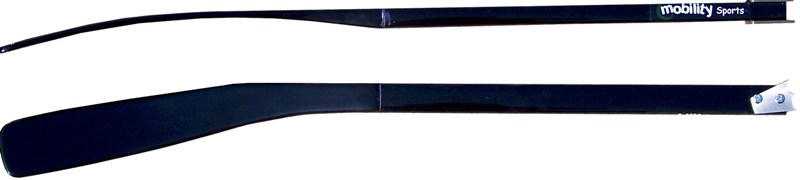
Les bâtons en fibre de carbone de para-hockey sur glace.

## Classification des handicaps
Pour pratiquer le para-hockey sur glace, les athlètes doivent être incapables de jouer en position debout.

## Compétition
Le para-hockey sur glace est un sport paralympique officiel depuis les Jeux paralympiques de Lillehammer en 1994.

## Le hockey sur luge en France
À partir de 2003, un projet de présenter une équipe nationale pour les Jeux paralympiques d'hiver de 2014 à Sotchi et la première équipe naît à Cholet en 2009.